# Пітер Робінсон

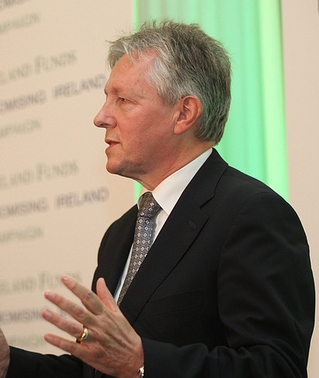
Пітер Робінсон

Пітер Девід Робінсон (англ. Peter David Robinson; нар. 29 грудня 1948, Белфаст, Північна Ірландія) — британський політик, лідер Демократичної юніоністської партії. З 5 червня 2008 обіймає посаду Першого міністра Північної Ірландії.
Був заступником керівника Демократичної юніоністської партії з 1979 по 2008 рік. На парламентських виборах у 1979 році він був обраний до британської Палати громад, де працював до 2010. З 2001 по 2002 він був міністром регіонального розвитку, а з травня 2007 року по червень 2008 року — міністром фінансів Північної Ірландії.